# 御坊車站
御坊車站（日语：／ Gobō eki */?）是位於日本和歌山縣御坊市，由西日本旅客鐵道（JR西日本）與紀州鐵道共用的鐵路車站。營運上是由JR西日本管轄的御坊車站是紀勢本線與紀州鐵道唯一的一條路線、紀州鐵道線的交會車站，也是紀州鐵道線的起點車站。由於本站是御坊市的主要代表車站，因此大部分行駛於紀勢本線上的特急列車皆會在此停靠。

## 車站結構
2面4線的地面車站。側式與島式混合的2面3線的構造，站舍的側式月台為切欠式0號月台。0號月台由紀州鐵道使用，除此以外由JR使用。

### 月台配置
| 月台 | 路線        | 目的地                           | 備註                             |
| ---- | ----------- | -------------------------------- | -------------------------------- |
| 0    | ■紀州鐵道線 | 西御坊方向                       | 西御坊方向                       |
| 1    | 紀國線      | 和歌山、天王寺、新大阪、京都方向 | 和歌山、天王寺、新大阪、京都方向 |
| 2    | 紀國線      | 和歌山方向                       | 主要此站始發                     |
| 2    | 紀國線      | 白濱、串本、新宮方向             | 只限一部分列車                   |
| 3    | 紀國線      | 白濱、串本、新宮方向             | 包括此站始發                     |

## 相鄰車站
西日本旅客鐵道
 紀國線（紀勢本線）
- 特急「黑潮」停車站

■快速（此站－和歌山、天王寺間內快速，此站起至道成寺方向的各站停車）
道成寺－御坊－紀伊由良
■普通（包括阪和線內快速和紀州路快速列車）
道成寺－御坊－紀伊內原
紀州鐵道
紀州鐵道線
御坊－學門

## 外部連結
- 御坊｜車站資訊：JR出門網 - 西日本旅客鐵道